# Egon Fræhr
Egon Fræhr (født 29. marts 1951) er en dansk politiker, der fra 2007 til 2021 har været borgmester i Vejen Kommune, valgt for Venstre.
Fræhr er uddannet agronom og har arbejdet som landbrugskonsulent.
Han blev medlem af Brørup Kommunalbestyrelse i 1998 og blev i 2002 kommunens borgmester. Han var borgmester frem til 2006, hvor kommunen som følge af strukturreformen indgik i Vejen Kommune. Ved valget til den nye kommunalbestyrelse i 2005 blev han valgt til dens første borgmester. Han blev genvalgt ved kommunalvalget 2009.